# Stazione di Heiwajima

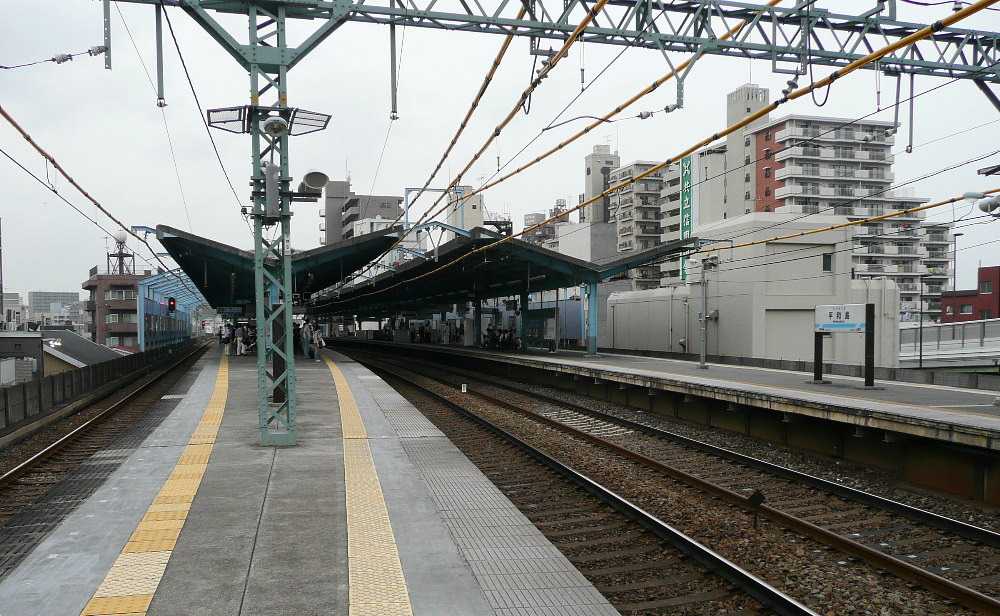
Vista dei binari

La stazione di Heiwajima (平和島駅?, Heiwajima-eki) è una stazione ferroviaria di Tokyo. Si trova nel quartiere di Ōta ed è servita dalla linea Keikyū principale delle Ferrovie Keikyū, distante 5,7 km dal capolinea di Shinagawa.

## Linee
Ferrovie Keikyū
● Linea Keikyū principale

## Struttura
La stazione è dotata di due marciapiedi a isola con quattro binari passanti su viadotto che permettono un comodo interscambio fra treni veloci e lenti. Sono presenti ascensori e scale mobili, oltre a servizi igienici attrezzati per i disabili, sia all'interno che all'esterno dei tornelli. Per migliorare l'efficienza energetica, tutta la stazione è illuminata con tecnologia LED.
| 1-2 | ■ Linea Keikyū principale | per Keikyū Kamata, Yokohama, Aeroporto Haneda (Terminal internazionale, Terminal domestico), Misakiguchi e Uraga |
| 3-4 | ■ Linea Keikyū principale | per Shinagawa, Sengakuji e linea Asakusa                                                                         |

## Stazioni adiacenti
| «                       | Servizio                   | »                       |
| Linea Keikyū principale | Linea Keikyū principale    | Linea Keikyū principale |
| ----------------------- | -------------------------- | ----------------------- |
| Ōmori-Kaigan            | Locale                     | Ōmorimachi              |
| Tachiaigawa             | Espresso Aeroporto         | Keikyū Kamata           |
| Aomono-Yokochō          | Espresso Limitato          | Keikyū Kamata           |
| Transito                | Esp. Lim. Rapido verde     | Transito                |
| Transito                | Esp. Lim. Rapido viola     | Transito                |
| Transito                | Esp. Lim. Rapido Aeroporto | Transito                |
| Transito                | Keikyū Wing                | Transito                |